# NGC 7065
NGC 7065 (другие обозначения — PGC 66766, MCG -1-54-17, NPM1G -07.0504) — галактика в созвездии Водолей.
Этот объект входит в число перечисленных в оригинальной редакции «Нового общего каталога».